# Odobenocetops
Odobenocetops (Griechisch odon – „Zahn“, baino – „gehen“ und Latein cetus – „Wal“, ops – „wie“, also „Wal der wie auf seinen Zähnen geht“, aber es verweist auch auf die Ähnlichkeit zum Walross (Odobenus).) ist eine ausgestorbene Gattung der Wale. Fossilien der Gattung wurden in der Pisco-Formation an der Pazifikküste Perus und in der Bahía Inglesa Formation an der Pazifikküste Chiles gefunden. Sie lebte vom oberen Miozän in der Zeit vor etwa 9,03 bis 6,45 Millionen Jahren bis ins untere Pliozän vor 5,33 bis 3,6 Millionen Jahren. Bisher wurden zwei Arten beschrieben, die Typusart Odobenocetops peruvianus und Odobenocetops leptodon.

## Merkmale

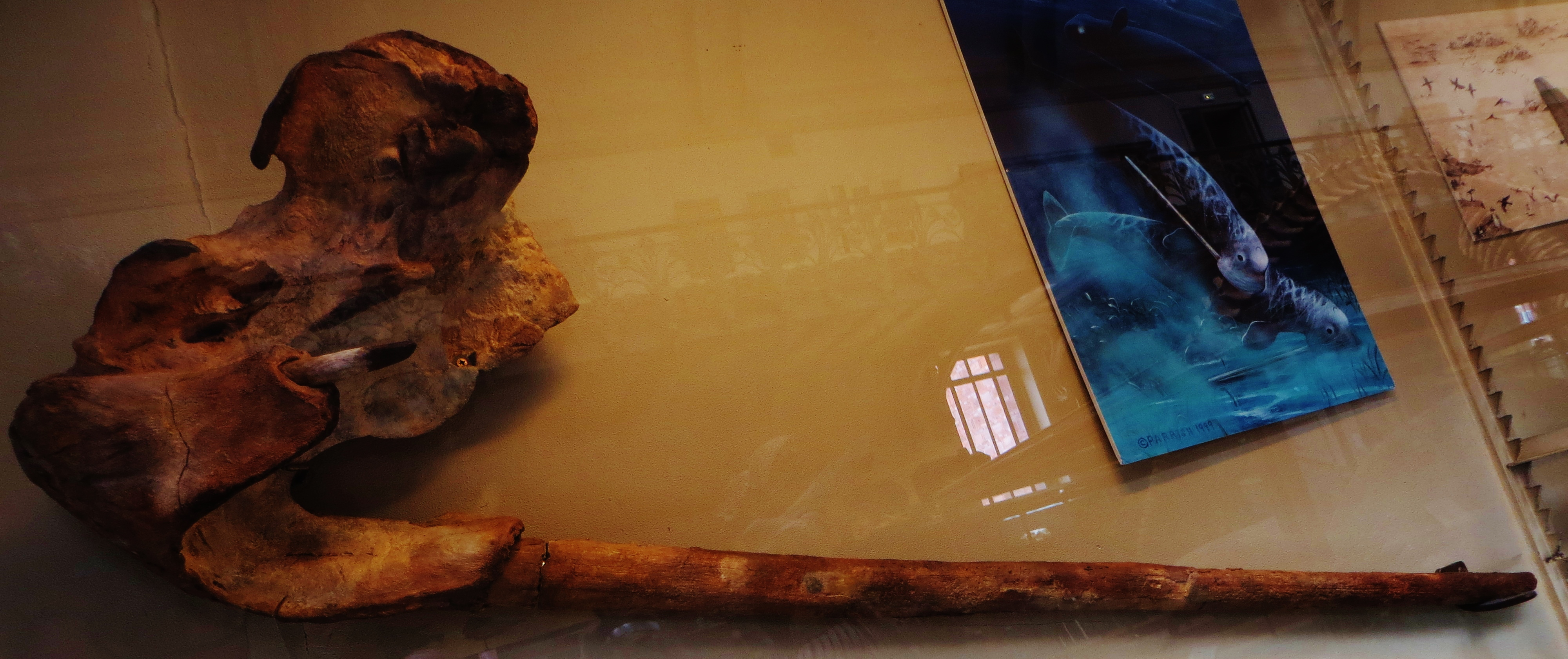
Schädel eines Männchens von Odobenocetops leptodon

Odobenocetops wurde 2,1 bis drei Meter lang. Der Wal hatte keine verlängerte Schnauze, sondern lange asymmetrische Stoßzähne, die in einem nach hinten gerichteten Zwischenkieferbein (Prämaxillare) saßen. Bei einem Schädel von Odobenocetops leptodon war der rechte Stoßzahn 1,35 Meter lang, während der linke, dessen Spitze allerdings abgebrochen war, nur eine Länge von 25 Zentimeter erreichte. Nach Meinung der beschreibenden Wissenschaftler gehörte der Schädel zu einem männlichen Tier. Die Weibchen hatten gleich lange, kürzere Stoßzähne. Beim Schwimmen musste der lange Stoßzahn parallel zur Körperachse gehalten werden. Starke Muskelansatzstellen vorn am Zwischenkieferbein sprechen für kräftige Lippen am Oberkiefer. Der Oberkiefer war ansonsten zahnlos, der Gaumen stark gewölbt. Die Augen befanden sich auf der Kopfoberseite und ermöglichten möglicherweise ein binoculares Sehen. Von den beiden Arten hatte O. peruvianus kein Melonenorgan. Bei O. leptodon finden sich Hinweise auf eine kleine Melone und die Art hatte deshalb die Möglichkeit der Echoortung.
Die Wissenschaftler nehmen eine Ernährungsweise ähnlich wie ein Walross an, das heißt Odobenocetops ernährte sich von Muscheln, nahm die Weichteile auf und spuckte die Schale wieder aus.

## Systematik
Odobenocetops wird in eine eigene Familie gestellt, die Odobenocetopsidae. Sie wird den Delfinartigen (Delphinoidea) zugerechnet. Als nächste Verwandte gelten der Narwal und der Weißwal, den beiden einzigen Arten der Familie der Gründelwale (Monodontidae).